# Jay Chou
Jay Chou (chino tradicional: 周杰倫; chino simplificado: 周杰伦; pinyin: Zhōu Jiélún; Nueva Taipéi, 18 de enero de 1979) es un músico, cantante, productor, actor y director taiwanés. 
En 1998 fue descubierto en un concurso de talentos escolar, donde mostró su canto y piano-escritura. En los próximos dos años, fue contratado para componer para cantantes populares de China. Formado en la música clásica, que combina estilos musicales para producir canciones que fusible R&B, rock, pop y géneros, que abarcan cuestiones como la violencia doméstica, la guerra, y la urbanización. En 2000, lanzó su primer álbum titulado "Jay" en el marco del expediente de la empresa Alfa Music. Desde entonces, ha lanzado un álbum por año, la venta de varios millones de ejemplares cada uno. Su música ha ganado el reconocimiento en toda Asia, sobre todo en los países y regiones de China, Japón, Malasia, Indonesia, Singapur, Vietnam, Taiwán, y en las comunidades chinas de ultramar, ganando más de 20 premios cada año. Él ha vendido más de 25 millones de álbumes en todo el mundo. En 2007, fue nombrado una de las 50 personas más influyentes en China por el think tank británico Chatham House. Él protagonizó "Initial D" (2005) que ganó Mejor Actor Revelación en los Premios Caballo de Oro y fue nominado para Mejor Actor de Hong Kong Film Awards por su papel en la maldición de la Flor Dorada en el que interpretó al príncipe Jay (2006). Su carrera se extiende ahora en dirigir y ejecutar su propia empresa discográfica JVR Música.

## Biografía
Nacido con el nombre de Chou Chieh-Lun en Taiwán en 1979, Jay empezó a tocar el piano a los cuatro años. Su madre apoyó su talento musical y continuó haciéndose un maestro del piano y el violonchelo. La música, la composición de canciones y el baloncesto dominaron sus días de secundaria, y se dio a conocer por primera vez en 1998 cuando un amigo cantó una de sus composiciones en un concurso de televisión de talentos, acompañado por Jay en el piano. Alfa Music lanzó la carrera de Jay, primero como compositor y después como cantante. En 2000, su álbum debut “Jay” fue su gran lanzamiento con varios éxitos. Su estilo único con una fusión fresca de sonidos con tradiciones orientales y occidentales presentando letras de canciones con fuerza y un estilo personal de contar historias. Con su voz llena de sentimiento y sus tonos contagiosos, su segundo álbum, “Fantasy” y sus cinco posteriores álbumes, han continuado ganando legiones de seguidores jóvenes y mayores por toda Asia. Ha sido el artista Mandarín de mayor venta en el mundo durante los últimos cinco años, con una agenda muy ocupada de giras por Asia y Norteamérica y varios premios musicales en la industria.
Además de sus videos musicales, Jay empezó a actuar en cine con un papel protagonista en Initial D (2005), una comedia de acción de éxito en China. Su papel del Príncipe Jai, dirigido por el destacado cineasta Chino Zhang Yimou, puede lanzar su carrera como actor para rivalizar con su lugar como estrella del pop.

### Primeras etapas de su vida
Jay Chou creció en el pequeño pueblo de Linkou, Taiwán. Sus padres eran profesores de enseñanza secundaria: su madre, Mei Hui Ye (chino tradicional:葉惠美; chino simplificado:叶惠美; pinyin: Yè Huìměi) (nombre que le dio a su 4.º. álbum lanzado en el 2003) quien le enseñó las bellas artes, mientras que su padre Zhou Zhong Yao (chino:周耀中; pinyin: Zhōu Yàozhōng) era un instructor de la biología. Su madre notó su sensibilidad para la música y lo llevó a clases de piano a la edad de 4. Durante su niñez, él estaba fascinado con la captura de sonidos y canciones con su grabadora, algo que él llevó en todas partes con él. En el tercer grado, él se interesó en la teoría y la música, también comenzó lecciones de chelo. Como hijo único, disfrutaba siendo la familia el centro de atención; que amaba a jugar el piano, imitar a los actores de televisión, y hacer magia. Sus padres se divorciaron cuando él tenía 14 años; como resultado, se convirtió en recluso e introvertido. A pesar de que había amigos, a menudo prefería estar solo escuchando música, contemplando y soñando despierto. En Dan Jiang Senior High School, él se especializó en piano y violonchelo en minored. Él mostró talento para la improvisación, se convirtió en amante de la música pop y comenzó a escribir canciones.
Chou se graduó de la escuela secundaria con calificaciones insuficientes para la universidad, por lo que preparó para el servicio militar, que es obligatoria para todos los hombres taiwaneses a la edad de 18 años. Sin embargo, una lesión deportiva que provocó inexplicables y graves dolores de espalda llevó al diagnóstico de la espondilitis anquilosante, una inflamación de la columna vertebral, la cual es una enfermedad hereditaria; como consecuencia, fue exento de servicio militar obligatorio. Mientras tanto, él se encontró un trabajo como camarero. Sin su conocimiento, su amigo había entrado en tanto sus nombres en un show de talentos llamado New Super Talent Rey. Aunque no ganó, el show del anfitrión Jacky Wu-un quien era uninfluyente personaje en Taiwán en la industria del entretenimiento, pasó mirada a la música de Chou y quedó impresionado con su complejidad. Wu lo contrató como compositor de un contrato y le emparejado con el novato fang (chino:方文山; pinyin: Fāng Wénshān)
En los próximos dos años, escribió canciones para artistas del pop chino, y también aprendió de grabación y mezcla de sonido; era tan dedicado que incluso dormía en el estudio de música. No había planes para hacer de él un cantante porque su mentor Wu pensó que era demasiado tímido y no tenía un buen futuro. Wu del estudio de música más tarde fue vendido a Alfa Music, y el nuevo administrador era Yang Rong quien le echó el ojo a Jay. Chou ya tenía un arsenal de canciones que escribió para otros, pero habían sido rechazadas, por lo que se escogieron 10 canciones para su debut CD “Jay” que fue lanzado en el 2000. El álbum estableció su reputación como un talentoso musicalmente cantautor cuyo estilo es una fusión de R & B, rap, música clásica, y, sin embargo, claramente chino. Su fama se propagó rápidamente en países como China y en todo el sudeste de Asia. Desde el año 2000, Chou ha lanzado un álbum por año, ha logrado la venta de varios millones de copias y ha sido reconocida con cientos de premios. En 2003, fue el artículo de portada de la revista Time (versión Asia), se reconoce su influencia en la cultura popular. Él ha celebrado dos giras mundiales, "El One" (2002) y "Incomparable" (2004), actuando en ciudades como Taipéi, Hong Kong, Beijing, Kuala Lumpur, Singapur, Las Vegas, y Vancouver. A diferencia de la mayoría de cantantes, Chou tiene una enorme cantidad de control creativo sobre su música. Él no es sólo el compositor, sino también el productor de todos sus álbumes, desde 2005 es también el director musical y también dirige sus propios videos (como podemos ver en twilight’s chapter seven)
Al tiempo que continúa el lanzamiento de un álbum al año, también entró en negocios cinematográficos con su debut papel como el actor principal en Initial D (con el papel del Príncipe Takumi), por el que obtuvo los mejores Newcomer en el Golden Horse Awards en 2005. Al año siguiente, fue lanzado Chou como un personaje importante en “La maldición de la flor dorada” protagonizada por estrellas internacionales chinos Chow Yun-Fat y Gong Li, dando a Chou su breve pero presentación formal a las audiencias de América del Norte. En febrero de 2007, finalmente cumplido su sueño infantil de ser un director en “secreto”, en la que también desempeñó el personaje principal. En marzo de 2007, sus 8 años de contrato con Alfa Music terminaron. Chou, su director Yang Rong Junio y su letrista Vicente fang fundaron una nueva empresa discográfica, JVR Música (que es un acrónimo de Jay, Vincent, Rong) a través de la cual Chou seguirá su carrera musical y cumplir con su objetivo de fomentar nuevos talentos musicales.

## Cinematografía

### Película de carrera
Chou oficialmente entró en la industria cinematográfica en 2005 con el lanzamiento de la película Initial D (頭文字D). Desde entonces ha actuado en otras tres películas incluyendo el avispón verde en Hollywood, una película dirigida y más de una docena de vídeos musicales. Chou, que una vez dijo: "porque yo vivo de la música", se aventuró en las películas porque sentía la necesidad de un nuevo desafío. Como los fanes han crecido preocupa que las películas comprometan su carrera musical, por ello Chou aseguró en repetidas ocasiones que las películas son una fuente de inspiración y no una distracción y, al mismo tiempo, se da cuenta de la necesidad de equilibrar las dos carreras y mantener su lugar en el campo de la música para obtener el apoyo de los aficionados.

### Actuación

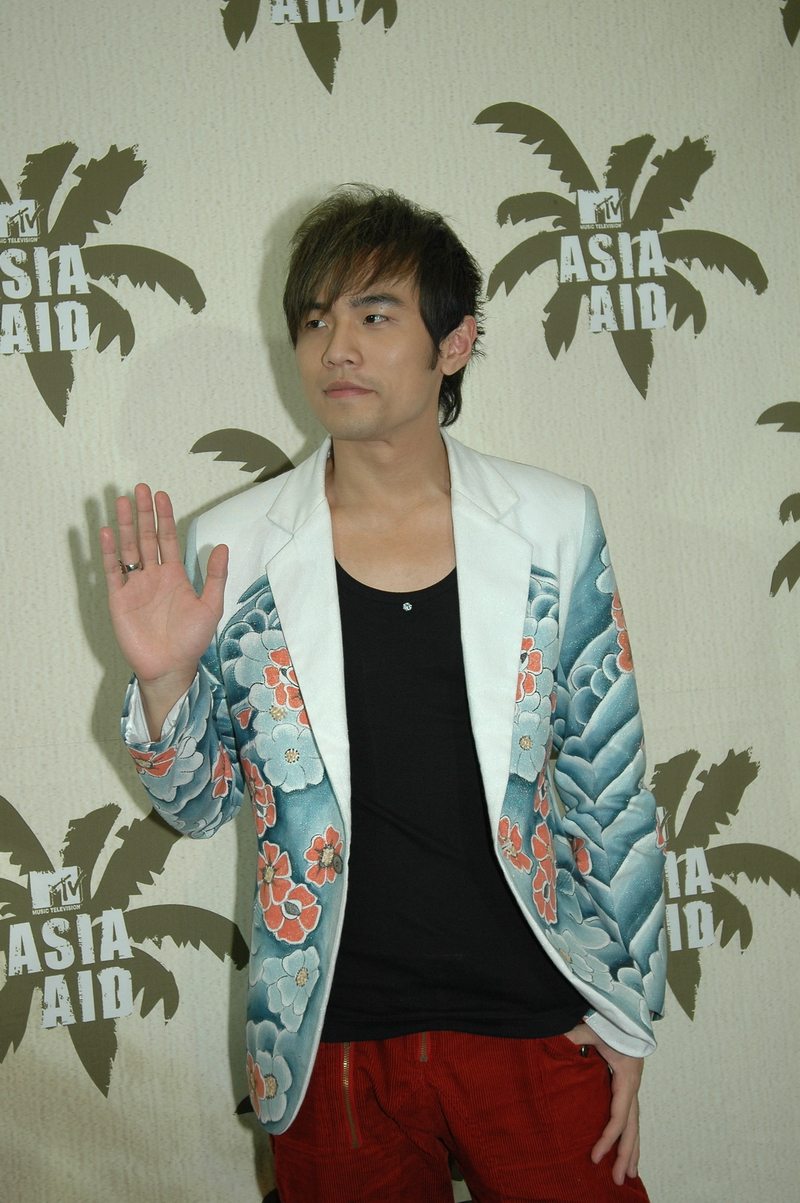
Jay Chou.

La entrada actoral de Chou fue una de sus inesperadas jugadas. En su escuela secundaria, su maestro de Inglés pensó que era capaz de muy pocas expresiones faciales, y el director de Hidden Track (2003, una película en la que Chou ha tenido un papel vital) dice que su fuerte personalidad individualista no le convierten en un buen actor. En 2005, el primer papel de Chou como el actor principal en initial D sirve para dos fines: para lanzar su debut actuando, y para aumentar su exposición al público japonés. Esta película está basada en el manga japonés inicial D, donde desempeñó Chou Takumi Fujiwara, un talentoso atleta touge que es tranquilo y rara vez muestra expresión. Algunos encuestados criticaron su anodino actuar mientras que otros estimaron que lo realiza naturalmente, pero solo porque el carácter de cerca la personalidad de su propio espejo. Su actuación en initial D ganó Mejor Actor Revelación en los Premios Caballo de Oro y Hong Kong Film Awards. La segunda película de Jay fue “La Maldición de la Flor de Oro” (2006). Como apoyo a carácter, señala gran parte de la atención de los reporteros chinos; la participación de Chou en esta película fue anunciada en su conferencia de prensa, aparte de la reunión celebrada por Chow Yun-Fat, Gong Li, y la otros actores. Chou retratado Príncipe Jai, el segundo príncipe mayor, ambicioso, y general del ejército imperial, cuyo rasgo característico de personalidad es resumido en el carácter "Xiao" (孝), que expresa "virtud de la piedad filial". Entre los críticos de cine chino los comentarios acerca de su actuación van desde un "carece de la complejidad" a "aceptable", pero fue alabado por la crítica occidental por los encuestados. Por su actuación en Maldición de la Flor de Oro fue nominado Mejor actor de reparto en los Hong Kong Film Awards. Para su tercera película, él es el actor principal y director de “El Secreto”. Otra película, Kung Fu Dunk que se estrenó el 7 de febrero de 2008. En el 2011 fue actor en la nueva película del Avispón Verde, "The Green Hornet" en inglés, como el leal y habilidoso compañero del Avispón, Kato, que en la serie original de los años 60 fue interpretado por Bruce Lee.

### Directivo
Jay adquirido su primera experiencia dirigiendo en 2004 a través de vídeos musicales. Inicialmente experimentado con una canción del grupo Nan Quan Mama titulado "Home" (chino:家; pinyin: jiā), donde participó durante todo el proceso de investigación para la edición. Después de aprender las dificultades de ser un director, se negó a dirigir de nuevo, incluso a petición de su compañía discográfica. Sin embargo, su interés resurgido de nuevo y ha dirigido videos musicales en 4 de las 12 canciones de su propio álbum Noviembre de Chopin en 2005, y, posteriormente, los anuncios de televisión. En 2006, había asumido la responsabilidad de los guiones, dirección, y la edición de videos musicales para todas sus canciones. No está claro cómo el público evalúa su trabajo ya que vídeos musicales rara vez son objeto de examen crítico.
En febrero de 2007, Chou finalmente dirigió su primera película Secreto. La historia que escribió se basa vagamente en su relación con una novia de secundaria, con una trama centrada en la música, el amor y la familia. Él como protagonista y estrellas como Kwai Lun-Mei, Hong Kong y el veterano actor Anthony Wong como el padre de Chou. A pesar de la experiencia previa en filmar vídeos musicales, Chou admite que las películas son comparativamente más difícil debido a la historia y las limitaciones de tiempo. Esta película fue sacada al aire en julio de 2007.

## Vida personal
En noviembre de 2014, Chou confirmó su relación con Hannah Quinlivan. Empezaron a salir en 2010, pero se conocieron cuando ella tenía 14 y trabajaba para él como asistente en una de sus tiendas de moda en 2007.
En diciembre de 2014, Chou anunció que se casarían en su cumpleaños n.º 36. La boda lugar en la Abadía de Selby, en Inglaterra el 17 de enero de 2015, un día antes de su cumpleaños. Una ceremonia privada tuvo lugar también el 9 de febrero de Taipéi. Otro evento, esta vez en Australia, tuvo lugar en marzo.
Su primera hija, Hathaway, nació en julio de 2015. Su hijo Romeo nació en 2017. En enero de 2022 anunciaron que estaban esperando su tercer hijo.

## Discografía

### Álbum
- 周杰倫同名專輯 (Jiélún zhuānjí) Jay 01/11/2000
- 范特西 (fàntèxī) Fantasy 20/09/2001
- 八度空間 (bādù kōngjiān) The Eight Dimensions 19/07/2002
- 葉惠美 (Yè Huìměi) Ye Hui Mei 31/07/2003 (Álbum en honor a su madre, Ye Huimei)
- 七里香 (qīlǐxiāng) Common Jasmin Orange 03/08/2004
- 十一月的蕭邦 (shíyīyuèdexiāobāng) November's Chopin 01/11/2005
- 依然范特西 Still Fantasy — 05/09/2006
- 我很忙 On the Run 02/11/2007
- 魔杰座 Capricorn 14/10/2008
- 跨時代 The Era 18/05/2010
- 惊叹号 Exclamation Mark 11/11/11
- 十二新作 Opus12 28/12/2012
- 哎呦，不错哦 Aiyo, Not Bad 26/12/2014
- 周杰伦的床边故事 Jay Chou's Bedtime Stories 24/6/2016

### EP
- 范特西+ Fantasy Plus (EP + Fantasy MV VCD) (21 de diciembre de 2001)
- 尋找周杰倫 EP Hidden Track EP (EP + Ye Hui Mei MV VCD) (xúnzhǎo Zhōu Jiélún, 12 de noviembre de 2003)
- 霍元甲 EP Huo Yuan Jia EP (EP + November's Chopin MV DVD) (20 de enero de 2006)
- 黄金甲 EP Golden Armor EP (EP + Still Fantasy MV DVD) (8 de diciembre de 2006)

### Lives
- The One Concert Live (Incluye Eight Dimensions MV VCD) (28 de octubre de 2002)
- 無與倫比演唱會 2004 Incomparable to Jay Concert Live (Incluye Qi Li Xiang MV VCD) (21 de enero de 2005)

## Filmografía

### Programas de variedades
| Año  | Programa   | Notas    |
| ---- | ---------- | -------- |
| 2011 | Day Day Up | invitado |